# David Stanton
David Stanton (né le 15 février 1957) est un homme politique irlandais du Fine Gael qui est Teachta Dála (TD) pour la circonscription de Cork Est depuis 1997. Il est ministre d'État de 2016 à 2020.

## Biographie
David Stanton est né dans le comté de Cork. Il fait ses études à l'école professionnelle St. Colman, Midleton ; Sharman Crawford Technical Institute, Cork et University College Cork, où il obtient un baccalauréat ès arts en sociologie et en mathématiques. Avant de se lancer en politique, il est professeur de menuiserie et de dessin technique et conseiller d'orientation professionnelle au St Colman's Community College de Midleton. Stanton sert dans les Forces de défense de réserve (RDF) en tant qu'officier de réserve de l'armée. Il est marié à Mary Lehane et ils ont quatre fils.
Stanton est élu pour la première fois au Dáil Éireann lors des élections générales de 1997 et est réélu à chaque élection générale depuis. Il est porte-parole du parti pour les affaires sociales, familiales et l'égalité de 2004 à 2007. Avant cela, il est porte-parole adjoint pour l'éducation et la science, et porte-parole pour les affaires du travail, les droits des consommateurs et le commerce de 1997 à 2002. De 2007 à 2010, il est whip en chef adjoint avec une responsabilité particulière pour les questions de handicap. En juillet 2010, il est nommé porte-parole pour la défense.
Le 19 mai 2016, Stanton est nommé par le gouvernement indépendant du Fine Gael sur la nomination du Taoiseach Enda Kenny au poste de ministre d'État au ministère de la Justice et de l'Égalité avec une responsabilité particulière pour l'égalité, l'immigration et l'intégration. Le 20 juin 2017, il est nommé dans le gouvernement formé par Leo Varadkar au même poste,.
Aux élections générales de février 2020, Stanton est réélu dans la circonscription de Cork Est.
Le 23 mai 2023, il annonce qu'il ne se présentera pas aux prochaines élections générales.